# North Lake (Île-du-Prince-Édouard)
North Lake est une communauté dans le comté de Kings sur l'Île-du-Prince-Édouard, au Canada, au nord-est de Souris.